# Cracked Actor (Live Los Angeles '74)
| Recensione | Giudizio |
| ---------- | -------- |
| Pitchfork  | 8/10     |

Cracked Actor (Live Los Angeles '74) è un album live del cantautore britannico David Bowie, registrato nel settembre 1974 durante il Diamond Dogs Tour in supporto all'album Diamond Dogs, venne pubblicato postumo il 16 giugno 2017.
Prodotto da Bowie e mixato da Tony Visconti, alcune tracce presenti sul disco erano già state incluse nel documentario della BBC Cracked Actor, andato in onda sul canale BBC2 il 26 gennaio 1975.

## Tracce
CD 1
1. Introduction – 1:47
2. 1984 – 2:55
3. Rebel Rebel – 2:31
4. Moonage Daydream – 5:17
5. Sweet Thing/Candidate/Sweet Thing (Reprise) – 7:41
6. Changes – 3:47
7. Suffragette City – 3:49
8. Aladdin Sane – 5:01
9. All the Young Dudes – 4:09
10. Cracked Actor – 3:20
11. Rock 'n' Roll with Me – 4:54

CD 2
1. Knock on Wood – 3:16
2. It's Gonna Be Me – 7:11
3. Space Oddity – 5:23
4. Future Legend/Diamond Dogs – 6:58
5. Big Brother/Chant Of The Ever-Circling Skeletal Family – 4:05
6. Time – 5:44
7. The Jean Genie – 5:45
8. Rock 'n' Roll Suicide – 5:10
9. John, I'm Only Dancing (Again) – 8:41